# Entel Chile
Pour les articles homonymes, voir Entel.
Entel Chile est une entreprise chilienne de télécommunications, fondée en 1964, et faisant partie de l'IPSA, le principal indice boursier de la bourse de Santiago du Chili. Entel est notamment connue pour la tour Entel (torre Entel), tour de télécommunications haute de 127 mètres située à Santiago du Chili.